# نيسان ار 88 سي
نيسان ار 88 سي (بالإنجليزية: Nissan R88C)‏ هي سيارة سباق سيارات من صناعة نيسان موتورز.